# Rosana Rodríguez-López
Rosana Rodríguez-López é uma matemática espanhola conhecida pelas suas publicações de pesquisa bem citadas, aplicando teoremas de ponto fixo a equações diferenciais. É professora titular do Departamento de Estatística, Análise Matemática e Optimização da Universidade de Santiago de Compostela onde obteve o seu doutoramento em 2005 sob a supervisão de Juan José Nieto Roig.